# Definitely Maybe
Definitely Maybe je debutové album anglické rockové kapely Oasis. Bylo vydáno v srpnu 1994. Ve Spojeném království okamžitě zaznamenalo komerční úspěch a velmi dobře bylo přijato také od kritiků.
Definitely Maybe se okamžitě po svém původním vydání dostalo na vrchol hitparády UK Albums Chart. Stalo se tak nejrychleji prodávaným debutovým albem všech dob ve Spojeném království. Toto album také znamenalo začátek úspěchu Oasis v Americe, kde se ho prodalo více než jeden milion kopií a v hitparádě Billboard 200 se umístilo na 58. místě. Na celém světě se tohoto alba prodalo více než osm milionů kopií.

## Seznam skladeb
Autorem všech skladeb je Noel Gallagher.
| Pořadí | Název                 | Délka |
| ------ | --------------------- | ----- |
| 1.     | Rock 'n' Roll Star    | 5:23  |
| 2.     | Shakermaker           | 5:10  |
| 3.     | Live Forever          | 4:38  |
| 4.     | Up in the Sky         | 4:28  |
| 5.     | Columbia              | 6:17  |
| 6.     | Supersonic            | 4:44  |
| 7.     | Bring It on Down      | 4:17  |
| 8.     | Cigarettes & Alcohol  | 4:50  |
| 9.     | Digsy's Dinner        | 2:32  |
| 10.    | Slide Away            | 6:32  |
| 11.    | Married with Children | 3:12  |

## Obsazení
Oasis
- Liam Gallagher – zpěv, tamburína
- Noel Gallagher – sólová kytara, doprovodné vokály, klavír
- Paul „Bonehead“ Arthurs – rytmická kytara, klavír
- Paul „Guigsy“ McGuigan – baskytara
- Tony McCarroll – bicí

Další hudebníci
- Anthony Griffiths – doprovodné vokály v „Supersonic“